# ريرز كوزدريورين
ريرز كوزدريورين مواليد 31 يوليو 1986 في ساتو ماري، هو لاعب كرة مضرب قبرصي بدأ مسيرته كمحترف سنة 2004 يلعب باليد اليمنى. أعلى تصنيف له في الفردي كان المركز الـ 1502 في سنة 2009.

## روابط خارجية
- ريرز كوزدريورين على موقع رابطة محترفي التنس (الإنجليزية)
- ريرز كوزدريورين على موقع الاتحاد الدولي لكرة المضرب (الإنجليزية)
- ريرز كوزدريورين على موقع كأس ديفيز (الإنجليزية)
- ريرز كوزدريورين على موقع خلاصة التنس.كوم (الإنجليزية)